# 博赫尼亞縣

49°59′N 20°26′E / 49.983°N 20.433°E
博赫尼亞縣（波蘭語：Powiat bocheński），是波蘭的縣份，位於該國東南部，由小波蘭省負責管轄，首府設於博赫尼亞，面積649平方公里，2006年人口100,382，人口密度每平方公里150人。